# NGC 2907
NGC 2907 في الفهرس العام الجديد، هي مجرة، تقع في كوكبة الشجاع. اكتشفت في 31 ديسمبر 1785 بواسطة ويليام هيرشل.

## روابط خارجية
- NGC 2907 على موقع ويكي سكاي: DSS2, SDSS, GALEX, IRAS, Hydrogen α, X-Ray, Astrophoto, Sky Map, Articles and images